# Stubbkvarn

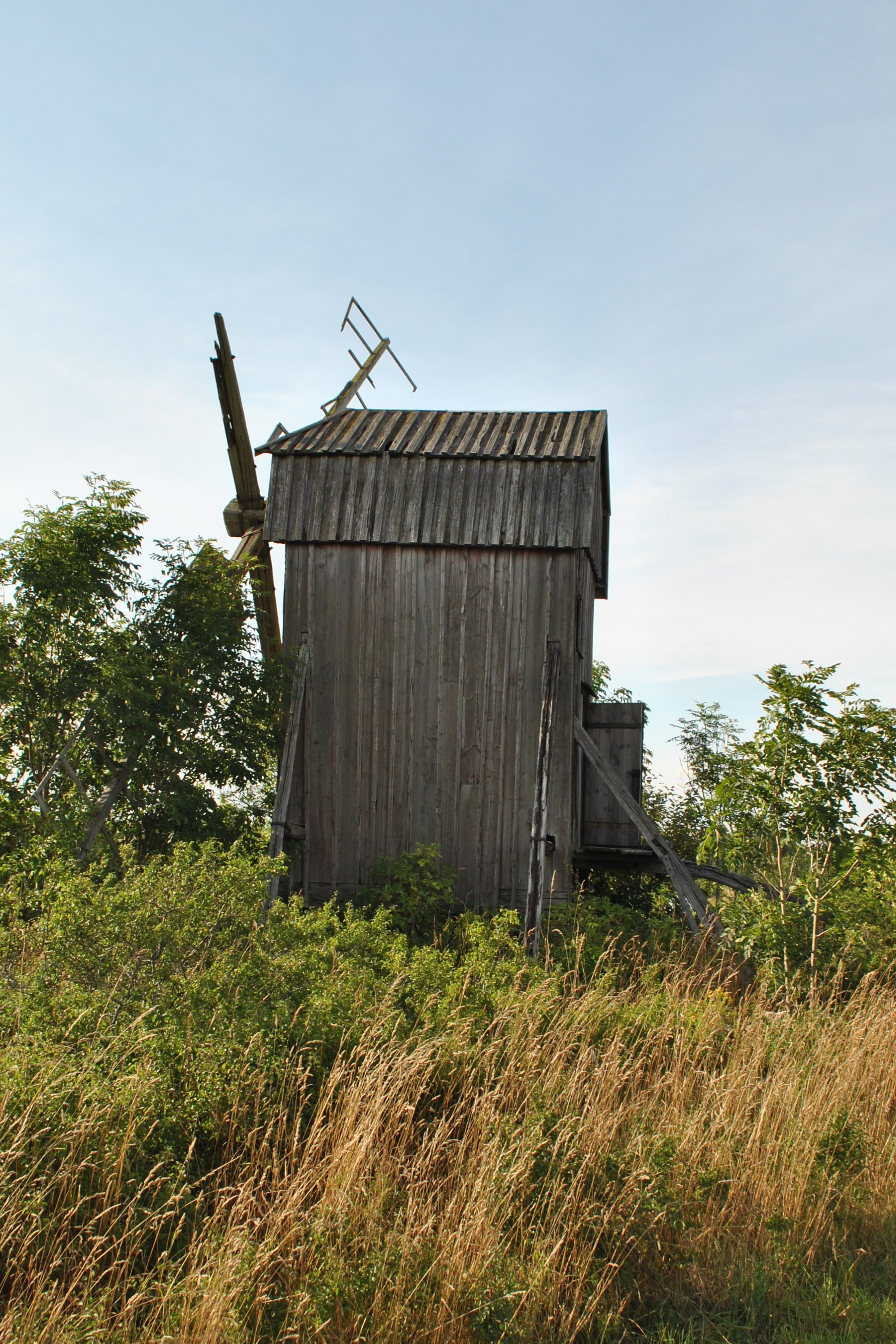
Klassisk stubbkvarn på Öland.

Stubbkvarn (även kallad fot- eller stolpkvarn) är en äldre typ av väderkvarn, som utmärks av att hela kvarnhuset vrids kring en "stubbe" eller "stolpe".

## Allmänt
"Stubben" kan vara av trä eller sten. Kvarntypen är mycket vanlig på Öland, för vilken "ölandskvarnen" kommit att bli en symbol. På ön finns ännu över 300 sådana kvarnar bevarade. Merparten av dem är byggda under 1700-talet. Enstaka stubbkvarnar – men sammantaget ganska många – finns bevarade runt om i främst norra Europa.
Stubbkvarnen var jämförelsevis enkel att konstruera, och byggdes ända in på 1900-talet, ofta som husbehovskvarnar. Kugghjulen, såväl det stora (kronhjulet) och det lilla (trellan eller lyktan) tillverkades helt eller nästan helt av trä.

## Konstruktion och terminologi

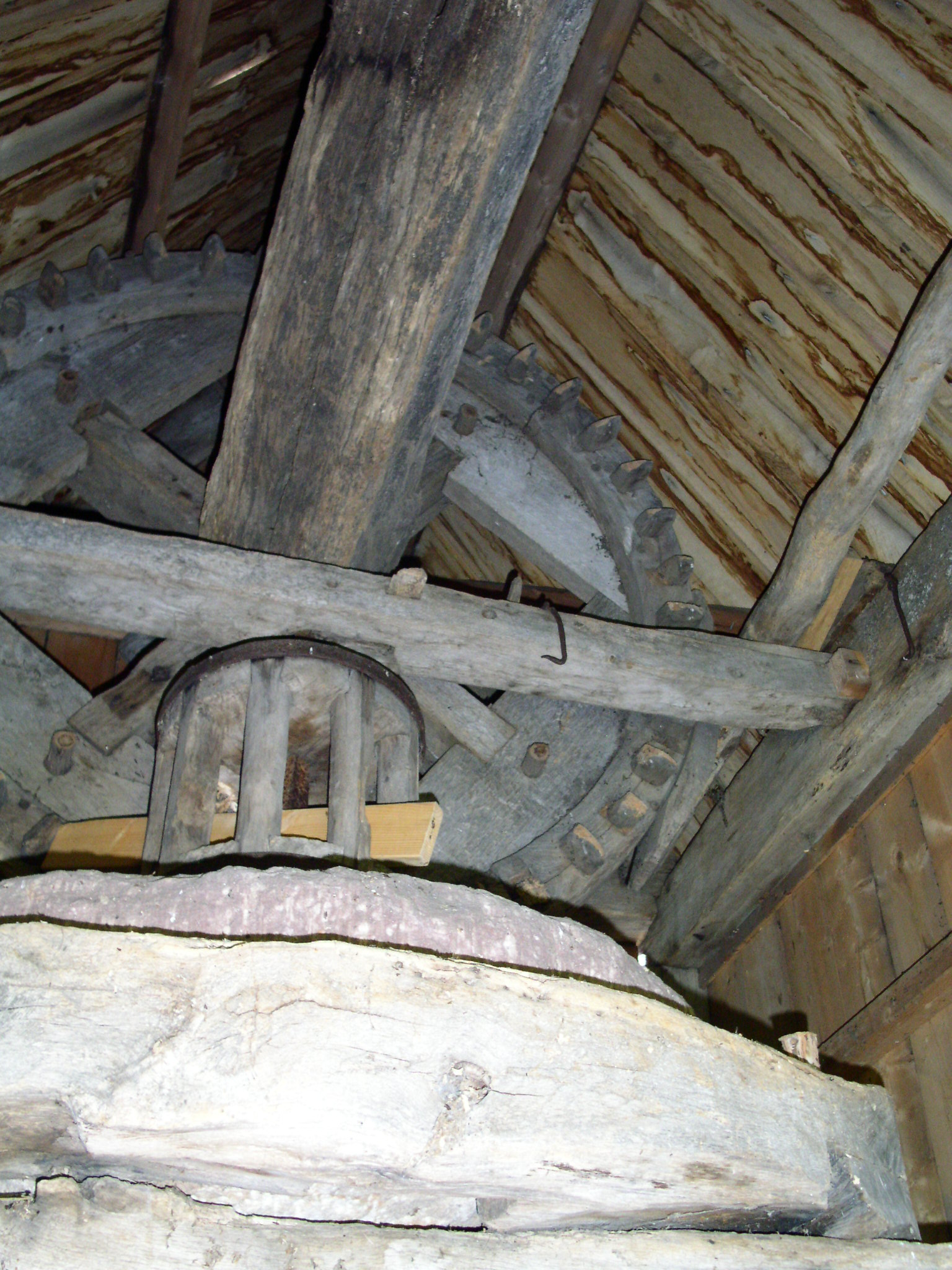
Här syns nederst mjölkaret som omsluter liggaren, löparen, trellan, kronhjul och gångås. Fotot är taget från ingången på kvarnen och snett uppåt i riktning mot vingarnas centrum.

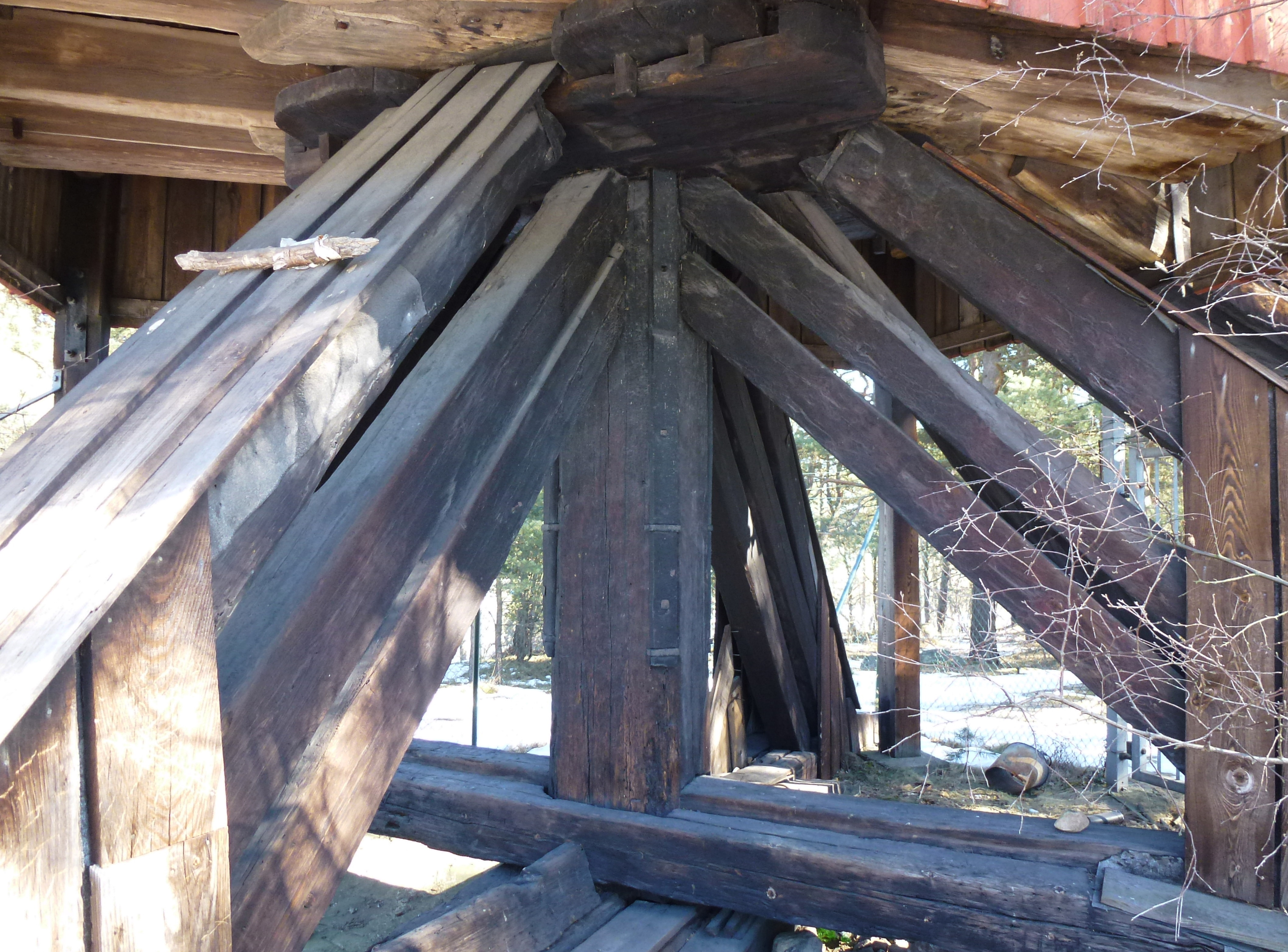
Kvarnstubben (-stolpen) på Stora Stampan.

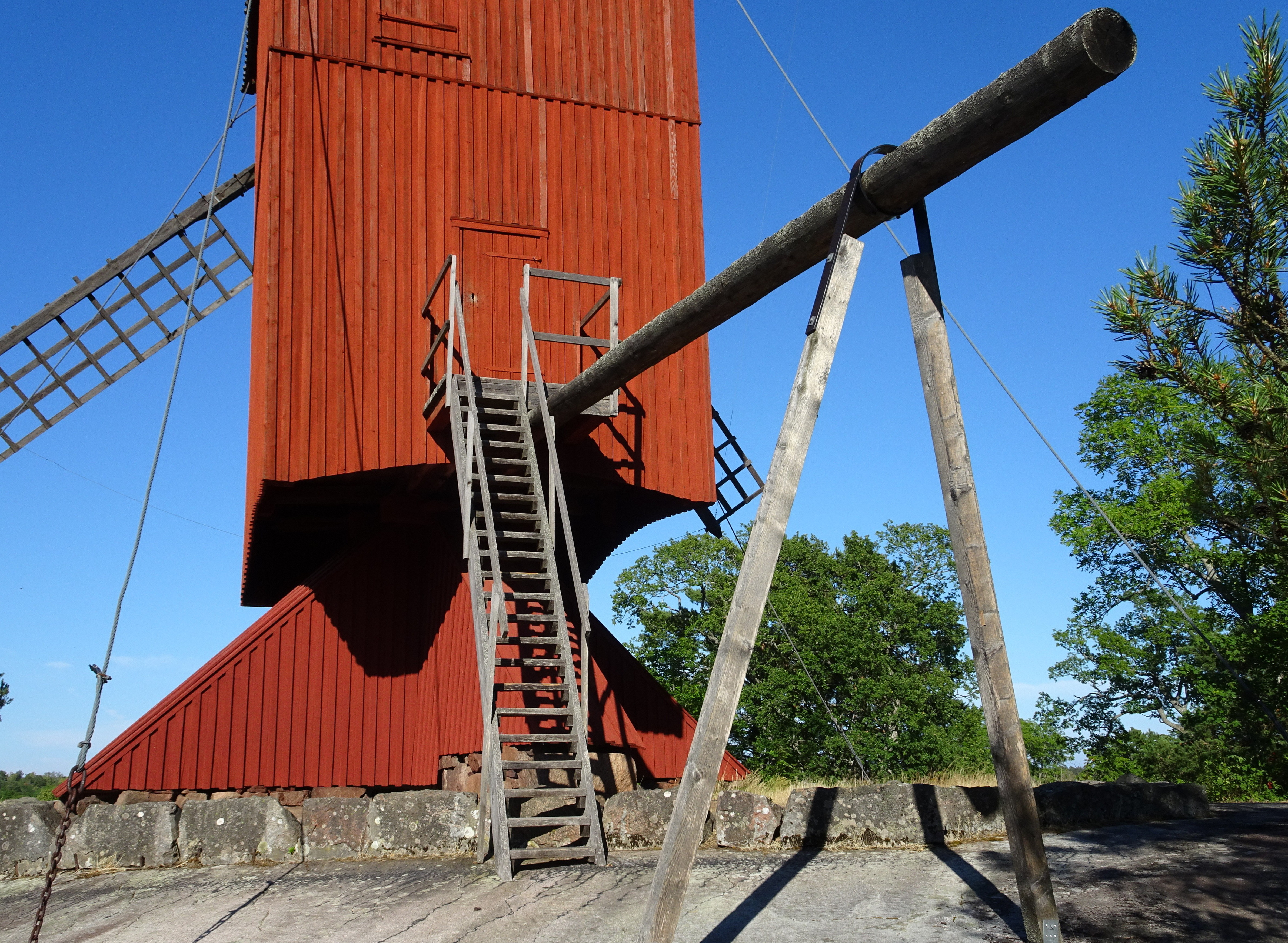
Kvarnhästen och trappan på Furusunds kvarn.

I de öländska kvarnarna är stubben oftast gjord av en tjock ek (på norra Öland har en del kvarnar dock stenfot). Ekstubben har inte sällan en diameter på omkring en meter, ibland mer. I stubben är urtag gjorda för två horisontella så kallade jordben. Mellan jordbenens ytterändar och stubben sitter stubbstöttor. Stubbens övre eller inre del är endast ca 30 cm i diameter. Själva kvarnhuset vilar dels på två kraftiga stockar (brostockarna) som i sin tur vilar på kvarnstubbens "axlar" (alltså den "tröskel" som bildas mellan stubbens tjocka nedre del och dess smalare övre). Stubben avslutas upptill som en decimetertjock rund kort axel, som går in i ett motsvarande runt hål i den så kallade hjärtstocken. På Hjärtstocken vilar den undre kvarnstenen (liggaren). Hjärtstocken är i ändarna fästad i kraftiga, vanligen horisontella, bjälkar i kvarnens sidor. 
Liggaren är omsluten av ett mjölkar, oftast av trä men någon gång av plåt, Ovanpå liggaren återfinns löparen, den övre, rörliga, stenen. Denna är försedd med ett centralt hål genom vilket mälden tillförs. I detta hål är också den så kallade trellnålen, en kraftig järnspettliknande stång, fästad. Trellnålen är i andra änden fästad i trellan (eller lyktan), som är det mindre, vertikala kugghjulet i kvarnen. Trellan drivs runt av det stora kronhjulet, som sitter fast i gångåsen (vingaxeln). Kronhjulet omsluts delvis av passen (kvarnens bromsanordning). Gångåsen är glidlagrad i båda ändarna. I storänden (närmast vingarna) är den försedd med järnskoning medan den i lilländen ofta går trä mot sten.
Kvarnen vrids upp mot vinden med hjälp av kvarnhästen – det långa "spröt" som sticker ut på brosidan om kvarnen. Kvarnhästen är infäst mellan brostockarna, och når fram till stubben. För att få rätt vingyta i förhållande till den rådande vinden, fyller man önskat antal luft i vingen med lösa spjäll.  Hur mycket man ska spjälla var det mest riskabla beslutet vid malning. Om man satte för många spjäll och vinden plötsligt ökade kunde kvarnen skena när inte bromskapaciteten räckte till. (Energiinnehållet i vinden ökar nämligen med vindhastigheten upphöjd till tre). En skenande kvarn innebar inte bara en stor ekonomisk förlust, utan utgjorde också en livsfara för dem som vistades i eller i närheten av den. 
Det förekommer också kvarnar med dubbla stenpar.

## Stubbkvarnens uppbyggnad
|  | - 1 Stubbstöttor - 2 Trappa och bro - 3 Kvarnhäst - 4 (Kron)hjul - 5 Vingar - 6 Stubbe - 7 Hjärtstock - 8 Stenlagt golv - 9 Brostockar - 10 Lager |

## Byggnadsminnen
I Stockholms län existerar två stubbkvarnar som är lagskyddade byggnadsminnen:
- Furusunds kvarn från 1722.
- Edholma kvarn från 1797.